# Seahorse
Seahorse（シーホース）は、GNOMEに付属する暗号鍵の管理ソフトウェア。
Seahorseは、英語でタツノオトシゴのことである。

## 概要
OpenPGP（GNOMEの場合はGNU Privacy Guard）とSSHの公開鍵・秘密鍵の生成、公開鍵の管理などを行うことができるソフトウェアである。
ファイル、gedit、Evolutionに統合されていて、暗号化と復号は右クリックひとつで選択できる。GNOME 2.18からソフトウェアに付属される。

## 開発者
開発者は開発当初から今までに数回替わっている。
- Nate Nielsen (0.7.4 - 現在)
- Jacob Perkins (0.6.x - 0.7.3)
- Jose C. García Sogo (0.5.x)
- Jean Schurger